# Batalla de los Campos del Pelennor
En la novela de J. R. R. Tolkien El Señor de los Anillos, la Batalla de los Campos del Pelennor ([pɛˈlɛnnɔr]) fue la defensa de la ciudad de Minas Tirith por las fuerzas de Gondor y la caballería de su aliado Rohan, contra las fuerzas del Señor Oscuro Sauron y sus aliados Haradrim y Orientales. Fue la mayor batalla de la Guerra del Anillo. Tuvo lugar a finales de la Tercera Edad, sobre los Campos del Pelennor, las vastas tierras y campos situados entre Minas Tirith y el río Anduin. 
En busca de las fuentes de Tolkien, los estudiosos han comparado la batalla con el relato histórico de la Batalla de los Campos Cataláunicos, en la que el rey Teodorico I murió pisoteado por sus propios hombres tras caer del caballo. Otros han comparado la muerte del Rey Brujo de Angmar con la de Macbeth, de quien también se profetizó que no moriría a manos de un hombre «nacido de mujer»; y se ha dicho que el canto de un gallo en el momento en que el Rey Brujo estaba a punto de entrar en la ciudad recordaba al canto del gallo que anunciaba la pasión de Jesús en el momento en que Simón Pedro negó conocerle. 
Los especialistas que han analizado la historia han comentado la teoría de Tolkien sobre el valor norteño, que sigue adelante incluso ante una muerte segura. También han señalado el tono elegíaco, que recuerda al del poema inglés antiguo Beowulf, el uso de versos aliterados y la naturaleza de la armadura, en su mayor parte camisas de malla de principios de la Edad Media, a las que se añaden armaduras de placas. Otros han comentado las vívidas descripciones de batalla de Tolkien, señalando que sirvió en la batalla del Somme. La batalla constituyó una pieza central «espectacular» en la película de Peter Jackson El Señor de los Anillos: El Retorno del Rey.

## Ficción

### Antecedentes
La ciudad de Minas Tirith fue asediada tras la caída de Osgiliath y las Rammas Echor, las últimas barreras de Gondor contra las fuerzas de Mordor. En la retirada hacia la ciudad, Faramir, hijo de Denethor, Senescal de Gondor, resultó gravemente herido. Como el senescal, desesperado, se negó a separarse de su hijo, el mago Gandalf tomó el mando de las defensas de la ciudad. Mientras tanto, las fuerzas enemigas se reunieron ante la ciudad en los Campos del Pelennor. Una Gran Oscuridad de humo y nubes de Mordor borró el sol en el Día sin Amanecer. Los Nazgûl o Espectros del Anillo, los sirvientes más temidos de Sauron, sobrevolaban el campo de batalla montados en bestias aladas, haciendo flaquear la moral de los defensores.

### Participantes

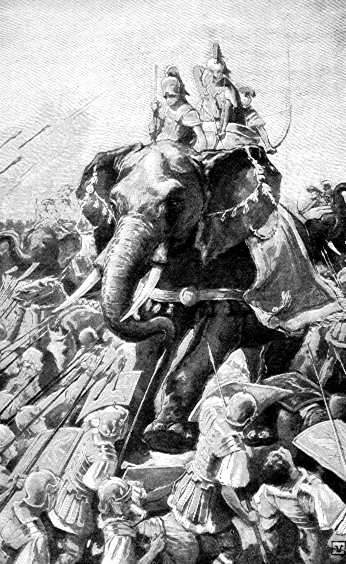
Los Haradrim utilizaron elefantes en la batalla, como hizo Pirro de Epiro en su invasión de la Antigua Roma.

El ejército de Sauron de Minas Morgul, liderado por el Rey Brujo de Angmar (jefe de los Nazgûl) superaba ampliamente en número a los ejércitos combinados de Gondor y sus aliados. Este ejército estaba formado por decenas de miles de orcos, trolls y hombres que se habían aliado con Sauron. Las fuerzas de Sauron incluían sureños Haradrim que traían bestias elefantinas, Easterlings de Rhûn y Variags de Khand, y muchos Orcos y Trolls. Tolkien describe al ejército como el mayor que «había salido de aquel valle desde los días del poder de Isildur; ningún ejército tan grande y fuerte en armas había asaltado aún los vados de Anduin; y sin embargo, no era más que uno, y no el mayor, de los ejércitos que Mordor enviaba ahora».
Los números de los defensores eran considerablemente menores. Faramir fue superado en número por diez veces en Osgiliath.  Las compañías de las provincias periféricas de Gondor que acudieron en ayuda de Minas Tirith sumaban casi 3 000 defensores. Entre ellos destacaba un contingente de 700 hombres liderado por el príncipe Imrahil de Dol Amroth, cuñado de Denethor. Su número era menor de lo esperado ya que las ciudades costeras de Gondor estaban siendo atacadas por los Corsarios de Umbar.
Rohan, aliado de Gondor en el norte, contribuyó con un ejército de caballería de 6 000 hombres. Los Hombres de Rohan (los Rohirrim) eran «tres veces menos numerosos que los Haradrim».

### La batalla
Tras romper la puerta de la ciudad con Grond, el Rey Brujo de Angmar cabalgó bajo «el arco que ningún enemigo había atravesado jamás». Gandalf, en su caballo Sombragrís, se interpuso solo en su camino. Pero antes de que los dos pudieran luchar, oyeron los cuernos de los Rohirrim, que habían llegado al Rammas Echor, el muro que rodeaba los Campos del Pelennor, recién roto por los orcos invasores. Amaneció y comenzó la batalla principal. Los Rohirrim habían eludido a los vigías de Sauron gracias a los Hombres Salvajes (los Drúedain), que los guiaron a través del oculto Valle de Stonewain de su Bosque de Drúadan.
Cargando contra las filas de Mordor, los Rohirrim se dividieron en dos grupos. El grupo de la izquierda, incluido el furgón, rompió el ala derecha del Rey Brujo. El grupo derecho aseguró las murallas de Minas Tirith. Destruyeron las máquinas de asedio y los campamentos, y expulsaron a la caballería Haradrim. Théoden mató al jefe de los Haradrim y arrojó su estandarte. El Rey Brujo cambió su caballo por su corcel alado y atacó a Théoden. Con un dardo, mató al caballo del rey, Snowmane; éste cayó y aplastó al rey.
El Aliento Negro, el terror propagado por el Rey Brujo, ahuyentó a los guardias de Theoden, pero su sobrina Éowyn (disfrazada de hombre y haciéndose llamar «Dernhelm») se mantuvo firme, desafiando al Rey Brujo. Le cortó la cabeza a la montura del Rey Brujo; éste le rompió el escudo y el brazo del escudo con su maza. El hobbit Meriadoc Brandigamo, que había acompañado a «Dernhelm», apuñaló al Rey Brujo detrás de la rodilla con su Espada de Barrow, una daga del antiguo reino de Arnor encantada contra las fuerzas de Angmar. El Rey Brujo se tambaleó hacia delante, y Éowyn «clavó su espada entre la corona y el manto», matándolo. Se cumplía así la profecía de Glorfindel, al estilo de Macbeth, tras la caída de Arnor, de que el Rey Brujo no moriría «por mano de hombre». Las dos armas que golpearon su carne no muerta fueron destruidas.
| Fecha       | Eventos |
| ----------- | --- |
| 10 de marzo | El día sin amanecer: Gondor en la oscuridad de Mordor. El ejército de Rohan parte de Harrowdale. Gandalf rescata a Faramir ante las puertas de Minas Tirith. El ejército de Morannon entra en Anorien. El ejército de Minas Morgul se pone en marcha.                                  |
| 11 de marzo | Denethor envía a Faramir a luchar en Osgiliath. El ejército de Morannon invade Rohan Oriental desde el norte. |
| 12 de marzo | Faramir se retira a los fuertes de la calzada. Aragorn obliga a los Corsarios a regresar a Pelargir. El ejército de Rohan llega a Minrimmon. |
| 13 de marzo | El ejército de Minas Morgul invade los Campos del Pelennor. Aragorn captura la flota Corsaria en Pelargir. El ejército de Rohan llega al Bosque de Druadan. |
| 14 de marzo | Minas Tirith está sitiada. El ejército de Rohan llega al Bosque Gris. |
| 15 de marzo | (antes del amanecer) Rey Brujo rompe las puertas de Minas Tirith. (amanecer) Se oyen los cuernos de Rohan en Minas Tirith. Batalla de los Campos del Pelennor: Carga de la caballería de Rohan. Imrahil ataca desde Minas Tirith. Aragorn llega en barcos Corsarios, se une al ataque. |

Éomer, el hermano de Éowyn, llegó y encontró a Théoden herido de muerte; nombró rey a Éomer antes de morir. Éomer vio entonces a su hermana inconsciente. Al confundirla con muerta, se enfureció y dirigió a todo su ejército en una carga casi suicida. Su vanguardia se separó del resto de los Rohirrim, arriesgándose a ser rodeada. Mientras tanto, Imrahil lideró a los hombres de Gondor en una salida desde Minas Tirith. Imrahil cabalgó hasta Éowyn y descubrió que seguía viva, aunque gravemente enferma por el Aliento Negro. Ella y Merry fueron enviados a las Casas de Curación de la ciudad.
Denethor se dispuso a quemarse a sí mismo y a su hijo en una pira funeraria, creyendo que Faramir no tenía cura. Sólo la intervención del hobbit Peregrin Took, Beregond (un Guardia de la Ciudadela) y Gandalf salvaron a Faramir, pero Denethor se inmoló antes de que pudieran detenerlo. Tolkien afirma indirectamente que la muerte de Théoden podría haberse evitado si Gandalf hubiera ayudado a los Rohirrim, como era su intención.
En los Campos del Pelennor, la batalla se estaba volviendo contra Gondor y sus aliados. Aunque los Rohirrim habían infligido enormes daños a sus enemigos, las fuerzas de Sauron seguían siendo numéricamente superiores, y Gothmog, el lugarteniente de Minas Morgul, al mando tras la muerte del Rey Brujo, convocó a las reservas de la cercana Osgiliath.Los rohirrim estaban ahora en la mitad sur del Pelennor, con enemigos entre ellos y el Anduin, y los refuerzos de Gothmog amenazaban con ocupar el centro del Pelennor, rodeando así a los rohirrim e impidiendo que las tropas gondorianas se unieran a ellos. Éomer se encontraba en ese momento a sólo una milla de Harlond, así que en lugar de abrirse paso hasta el río, se preparó para hacer una última resistencia en una colina.
Mientras tanto, una flota de barcos negros, al parecer la armada de los Corsarios de Umbar, aliados de Sauron, remontó el Anduin hasta Harlond. Justo antes de llegar a los muelles, el buque insignia desplegó el antiguo estandarte de los Reyes de Gondor. Esta sola visión infundió ánimos a las fuerzas de los Rohirrim y de Imrahil y desmoralizó a los ejércitos de Sauron. De hecho, los barcos estaban tripulados por Aragorn y sus montaraces, Gimli el enano, Legolas el elfo, los hermanos medio elfos Elladan y Elrohir y 20.000 hombres del sur de Gondor. (Más adelante en el libro, Legolas y Gimli relatan cómo una hueste fantasmal comandada por Aragorn, los Hombres Muertos de Dunharrow, capturaron los barcos de los Corsarios principalmente a través del miedo).
Este fue el punto de inflexión de la batalla. Una gran parte de las fuerzas de Sauron estaban ahora inmovilizadas entre las fuerzas de Aragorn y Éomer, mientras que las tropas de Imrahil avanzaban desde la dirección de la ciudad. Otra profecía se cumple cuando Aragorn y Éomer se reencuentran «en medio de la batalla», como había dicho Aragorn en el Hornburgo. Aunque ahora la ventaja era para Gondor, la lucha continuó durante todo el día, hasta que al atardecer no quedaba ningún enemigo vivo en los Campos del Pelennor.

### Resultado
La batalla supuso una gran derrota para Sauron, aunque no aseguraba la victoria para los Pueblos Libres.
Sauron había perdido un gran número de efectivos (se calcula que entre 120.000 y 130.000), así como a su principal lugarteniente, el Rey Brujo; pero los Capitanes del Oeste comprendieron también que su victoria era sólo momentánea, pues, a menos que el Portador del Anillo completara su tarea, Sauron podría aún obtener la victoria militar. Por tanto, se decidió que las Huestes del Oeste marcharan hacia Morannon sin demora, para desviar así la atención de Sauron en Mordor y brindarle una última ayuda a Frodo. La victoria en Minas Tirith permitió a los Hombres enviar una fuerza suficiente como para intentar desafiar a Sauron, dejando aun así Minas Tirith defendida en caso de que se produjese otro asedio.
Sin embargo, tanto Denethor, Théoden, Halbarad como muchos otros oficiales y grandes hombres de Gondor y Rohan habían muerto, y ya que algunos tendrían que quedarse para defender Gondor en caso de ataque, sólo se pudo enviar a Mordor una fuerza de unos 7000 hombres. Poco después tuvo lugar la culminante Batalla de Morannon.

## Concepto y creación

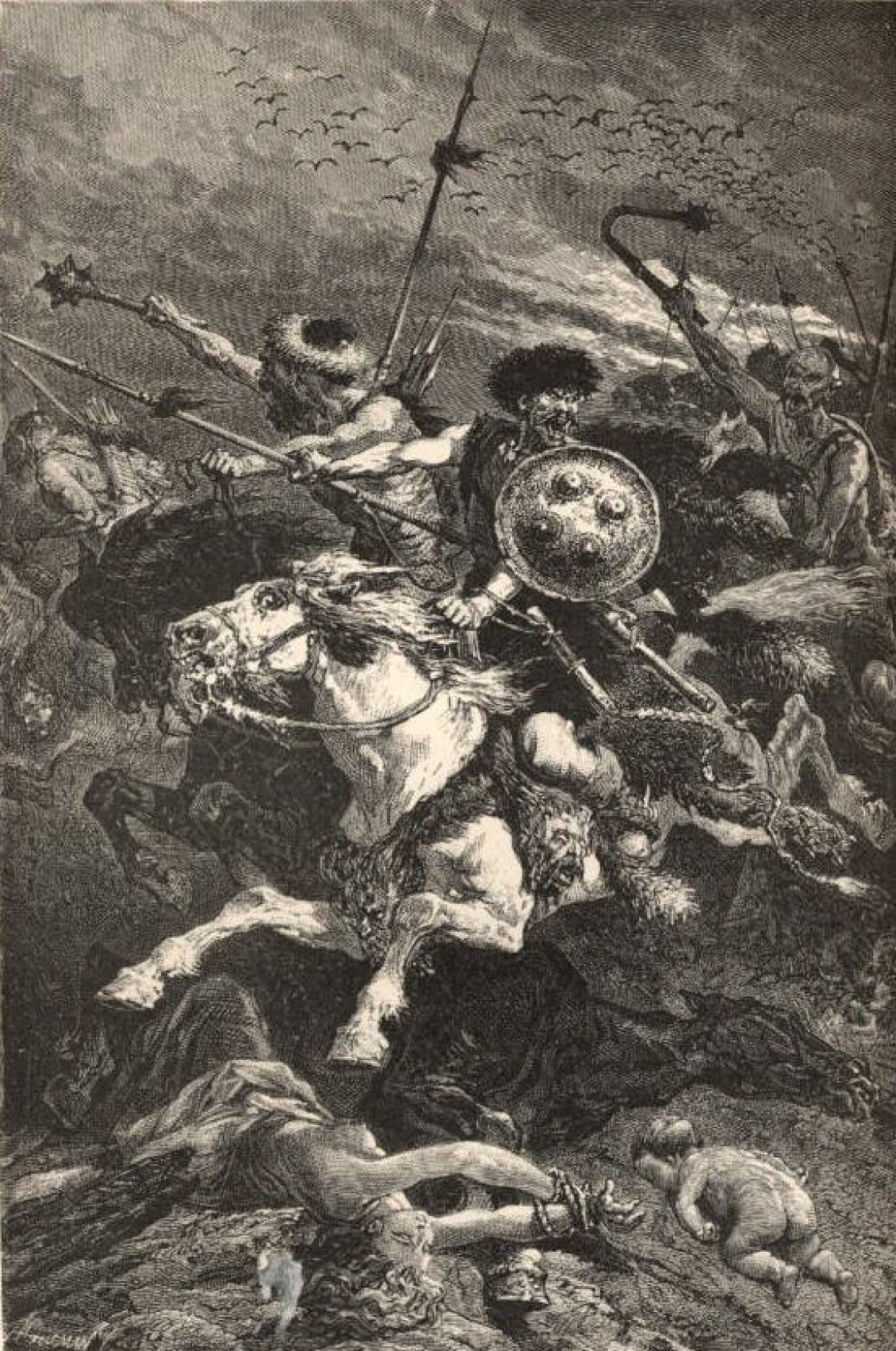
La batalla, y en particular la muerte de Théoden, se ha comparado con la histórica Batalla de los Campos Cataláunicos. Cuadro de Alphonse de Neuville

La Guerra del Anillo, el tercer volumen de La Historia del Señor de los Anillos, contiene versiones sustituidas de la batalla. Algunos cambios de detalle son evidentes. Por ejemplo, Théoden muere por un proyectil en el corazón en lugar de ser aplastado por su caballo; cuando Éowyn revela su sexo lleva el pelo corto, un detalle ausente en la versión final. Tolkien también consideró la posibilidad de matar tanto a Théoden como a Éowyn.
La especialista Elizabeth Solopova señala que Tolkien se refirió en repetidas ocasiones a un relato histórico de la Batalla de los Campos Cataláunicos de Jordanes, y analizó las similitudes de ambas batallas. Ambas batallas tienen lugar entre civilizaciones de «Oriente» y «Occidente», y al igual que Jordanes, Tolkien describe su batalla como una de fama legendaria que perduró durante varias generaciones. Otra similitud aparente es la muerte del rey visigodo Teodorico I en los Campos Cataláunicos y la de Théoden en el Pelennor. Jordanes relata que Teodorico fue arrojado por su caballo y pisoteado hasta la muerte por sus propios hombres que cargaron hacia delante. Del mismo modo, Théoden reúne a sus hombres poco antes de caer aplastado por su caballo. Y al igual que Teodorico, Théoden es sacado del campo de batalla con sus caballeros llorando y cantando por él mientras la batalla continúa.

## Análisis

### Valor del Norte

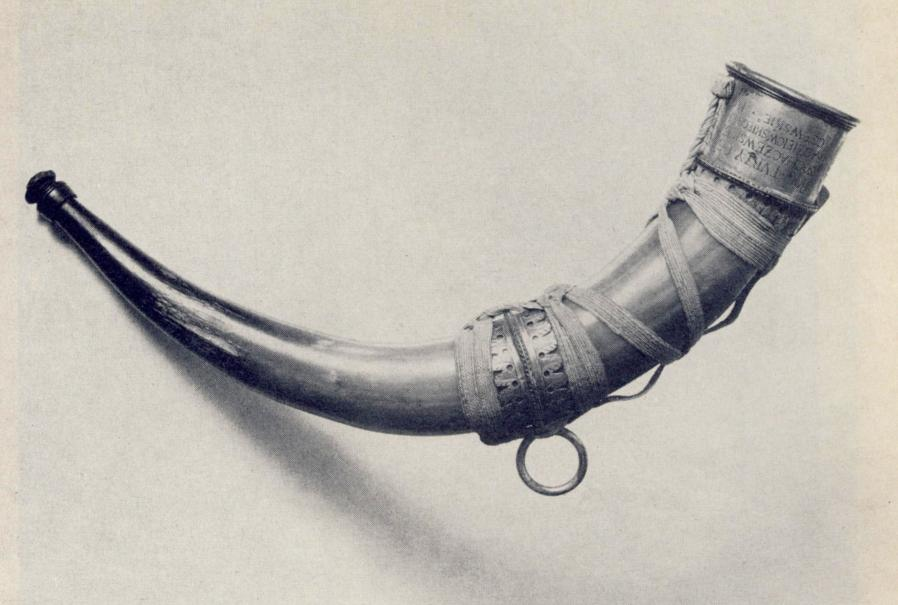
«Grandes cuernos del Norte que soplan salvajemente»: Texto que aparece en el libro. (Cuerno de un cebú)

La llegada de Rohan es anunciada, escribe el estudioso de Tolkien Tom Shippey, por dos llamadas: un gallo que canta al llegar la mañana y «como en respuesta... grandes cuernos del Norte que soplan salvajemente». Shippey escribe que el canto del gallo recuerda múltiples relatos de la literatura occidental que hablan de esperanza renovada y de vida después de la muerte; de la llamada que le dijo a Simón Pedro que había negado a Cristo tres veces y que, a pesar de él, habría una resurrección; del canto del gallo en Comus, de Milton, que «sería un consuelo todavía»; del gallo en la Ódáinsakr nórdica, muerto y arrojado por encima de un muro por la bruja, pero que canta al rey Hadding un momento después. En cuanto a los cuernos de Rohan, en opinión de Shippey «su significado es la bravuconería y la temeridad», y en combinación con el canto del gallo, el mensaje es que «quien teme por su vida la perderá, pero que morir impertérrito no es una derrota; además, que esto era cierto antes del mito cristiano que vino a explicar por qué». Shippey escribe que los cuernos de guerra ejemplifican el «heroico mundo septentrional», como en lo que él llama el momento de Beowulf más cercano a una eucatástrofe, cuando los gautas de Ongentheow, atrapados toda la noche, oyen los cuernos de los hombres de Hygelac que vienen a rescatarlos. El tratamiento de caballero, también, señala el estudioso de Tolkien Thomas Honegger, es conscientemente de caballeros anglosajones (inglés antiguo: cniht), no un chevalier a la francesa. Shippey escribe que lo más destacado en el momento crítico de la batalla, la carga decisiva de los Jinetes de Rohan, es el garbo, que, según explica, significa tanto «la cola de caballo blanca en el yelmo [de Eomer] flotando en su velocidad» como «la virtud del ataque repentino, la carrera que barre la resistencia». Shippey señala que esto permite a Tolkien mostrar a Rohan tanto como inglés, basándose en sus nombres en inglés antiguo y en palabras como «eored» (tropa de caballería), como «extranjero, para ofrecer una visión del modo en que la tierra moldea a las personas».
La estudiosa de Tolkien Janet Brennan Croft señala que la batalla se ve parte del tiempo a través de los ojos del hobbit Pippin, que como «el soldado común en las trincheras de la Primera Guerra Mundial» siente que su papel está «lejos de ser glorioso; hay una espera tediosa, una sensación de inutilidad y futilidad, terror y dolor y fealdad». Sin embargo, escribe Croft, Tolkien no sigue a los modernistas y adopta la ironía como tono; los hobbits también son valientes, siguen adelante sin esperanza. Cita la observación de Hugh Brogan de que su determinación «domina todo el dolor y el horror... dándole dignidad y significado», un pensamiento terapéutico para un hombre cuya mente había sido oscurecida por la guerra.

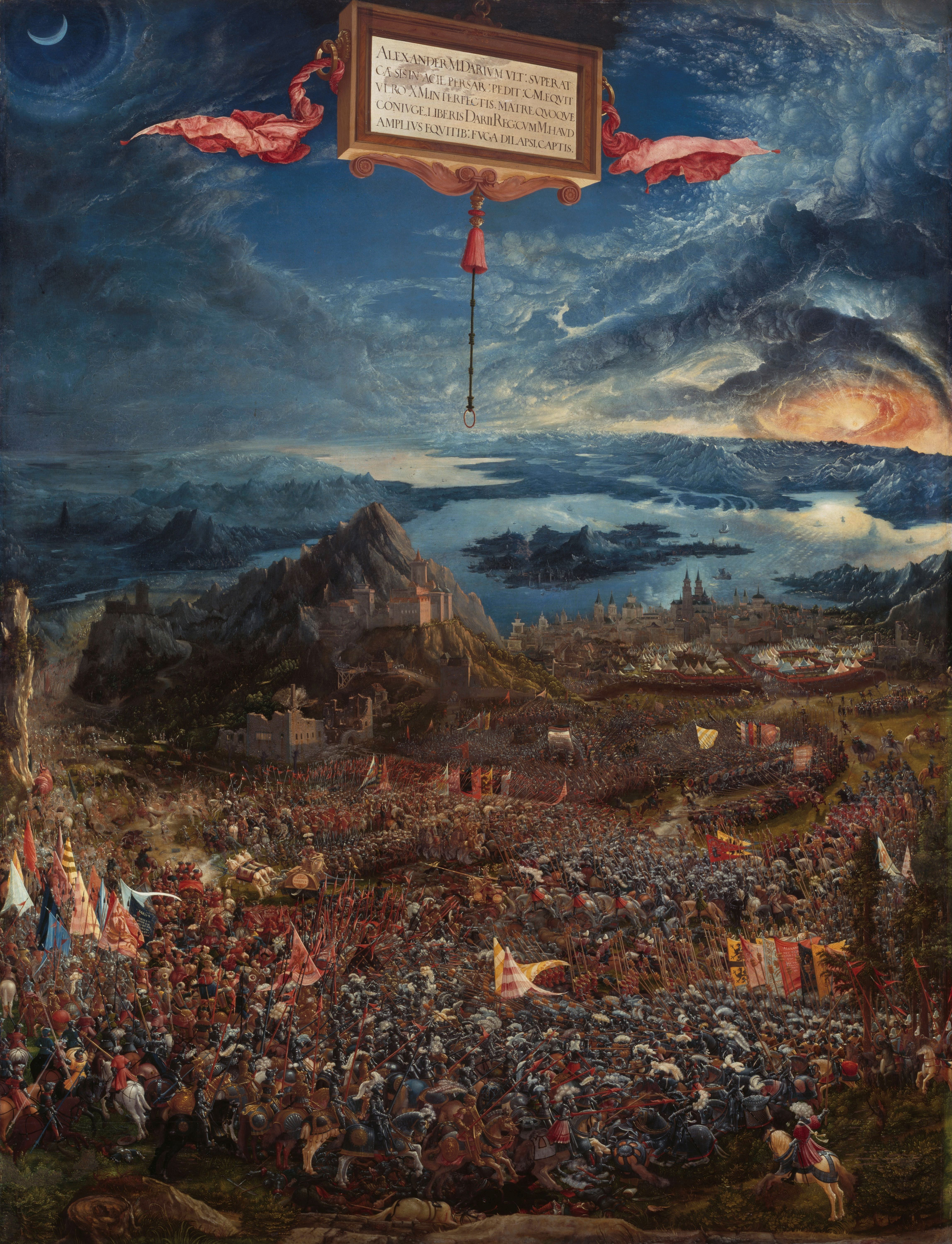
El óleo de Albrecht Altdorfer de 1529 La batalla de Alejandro en Issos inspiró la película de Peter Jackson.

Julaire Andelin, en la J.R.R. Tolkien Encyclopedia, escribe que la profecía en la Tierra Media dependía de la comprensión de los personajes de la Música de los Ainur, el plan divino para Arda, y a menudo era ambigua. Así, la profecía de Glorfindel «no caerá [el Señor de los Nazgûl] por mano de hombre» no hizo suponer al Señor de los Nazgûl que moriría a manos de una mujer y un hobbit (Éowyn y Meriadoc).

### Tono elegíaco
Robert Lee Mahon afirma en CEA Critic que el relato de Tolkien de la batalla está teñido de elegía, de modo que sea cual sea el resultado, mucho se perderá. Los hombres tienen el don de Iluvatar, la muerte. En la batalla, Aragorn y Éomer «salieron ilesos, pues tal era su fortuna y la destreza y poder de sus armas, y pocos en verdad se habían atrevido a soportarles... en la hora de su ira». Hasta aquí lo heroico, en la fantasía, Mahon señala; «Pero muchos otros fueron heridos o mutilados o muertos en el campo de batalla». El capítulo de la batalla termina con «un lamento elegíaco», en el que Tolkien hace que un scop de Rohan imite a su amado Beowulf: «Oímos resonar los cuernos en las colinas, brillar las espadas en el Reino del Sur... Allí cayó Théoden, poderoso Thengling ... alto señor del ejército. ... Muerte por la mañana y al final del día, señores tomados y humildes. Ahora duermen bajo la hierba en Gondor». Mahon comenta que el lector llora incluso mientras se alegra, en su opinión «la esencia de la gran fantasía».
James Shelton, en Journal of Tolkien Research, escribe que el uso de versos aliterados por parte de Éomer (y Tolkien) durante la batalla funciona a distintos niveles. Tras la muerte de Théoden, Éomer exclama: «¡No llores demasiado! Poderoso fue el caído, conocido fue su final. Cuando se levante su túmulo, las mujeres llorarán. La guerra nos llama». Shelton señala que Shippey lo calificó acertadamente de «'a medio camino entre' un lamento y un grito de guerra». Así se honra al rey caído y se pide que la última lucha de Théoden continúe con valor; sin embargo, escribe, en una novela moderna se abre la posibilidad de que Éomer no esté a la altura de ese antiguo ideal: Éomer «lloraba mientras hablaba». Este «valor de norte» consiste en seguir luchando, aunque uno sepa que va a morir. En opinión de Shelton, Tolkien ha retratado las actitudes anglosajonas y ha humanizado a Éomer como un hombre con emociones detrás de la armadura y la tradición.

### Realismo militar
Nancy Martsch, en Mythlore, escribe que las descripciones de batalla de Tolkien son vívidas, al señalar que sirvió en la Batalla del Somme en 1916. Cita el comentario de otro veterano de guerra, C. S. Lewis: «La guerra [de Tolkien] tiene la misma cualidad de la guerra que conoció mi generación. Todo está aquí: el interminable e ininteligible movimiento, la siniestra tranquilidad del frente cuando ‹todo está listo›, los civiles volando, las vivas y vívidas amistades, el fondo de algo parecido a la desesperación y el alegre primer plano, y los regalos del cielo como un alijo de tabaco selecto ‹rescatado› de una ruina». Añade a esto el relato de Tolkien sobre la recuperación en las Casas de Curación, «un tema que suele pasarse por alto en la literatura fantástica». En cuanto al asedio de Minas Tirith, escribe que Tolkien pudo verse influido por lo que había visto del ataque británico a Thiepval Ridge, con su ardiente bombardeo nocturno, las fortificaciones al otro lado de un río, los aviones aliados «explorando y ametrallando» al estilo nazgul sobre las líneas alemanas.
David Bell, escribiendo en Mallorn, analiza la batalla, y concluye que «los capitanes del Oeste tuvieron suerte», como al parecer había pedido Napoleón que la tuvieran sus generales. Señala que si Aragorn hubiera llegado tarde, la batalla se habría perdido. En cualquier caso, los Hombres eran, escribe, normalmente más grandes y fuertes que los Orcos; estaban posiblemente mejor armados y blindados; y estaban motivados por el liderazgo, mientras que los Orcos eran «empujados a la batalla»; con la pérdida del Rey Brujo de Angmar, los Orcos se quedaron sin líder y desmoralizados. En cuanto a la armadura, Honegger examina la mención que hace Tolkien de la brillante armadura del príncipe Imrahil. Sin embargo, dado que Tolkien compara al ejército de Rohan con el del tapiz de Bayeux, y que menciona explícitamente las camisas de malla, la armadura de la batalla debió de ser principalmente la anterior de estilo Beowulf, con placas adicionales.

## Adaptaciones

### Radio
En la serie radiofónica de la BBC El Señor de los Anillos, la Batalla de los Campos de Pelennor se escucha desde dos puntos de vista, el primero de los cuales es principalmente el de Pippin. Se le oye discutir con Denethor y, como en el libro, tiene que encontrar a Gandalf para impedir que Denethor queme a Faramir. La segunda parte es la batalla propiamente dicha. El discurso de Théoden es declamado, seguido de música. Un vocalista canta cómo la hueste de los Rohirrim cabalga y ataca a las fuerzas de la oscuridad. A continuación, las voces vuelven a cambiar y se oye a Jack May y Anthony Hyde, que ponen voz respectivamente a Théoden y Éomer, diciendo que se acerca un Nazgûl. La «ópera» comienza de nuevo, y dice que el Rey Brujo ataca a Théoden, lo golpea y se prepara para matarlo. El vocalismo termina aquí, y entonces se oye a Éowyn enfrentarse al Rey Brujo y matarlo.

### Cine
La batalla es la pieza central de la película de Peter Jackson El Señor de los Anillos: El Retorno del Rey; The Telegraph escribió que «las escenas de batalla de la toma de Minas Tirith y la batalla culminante de los Campos del Pelennor son sencillamente las más espectaculares y sobrecogedoras jamás filmadas». Jackson declaró que se había inspirado en el óleo de Albrecht Altdorfer de 1529, La batalla de Alejandro en Issos, que representa los acontecimientos del año 333 a. C., con «gente sosteniendo todas estas picas y lanzas [contra un] paisaje increíblemente tormentoso».
CNN.com incluyó la batalla en una lista de las mejores y peores escenas de batalla del cine, en la que aparecía dos veces: como una de las mejores antes de la llegada del Ejército de los Muertos, y como una de las peores después de eso, así mismo, califica el clímax de la batalla de «simplificación excesiva» como resultado de su participación.

### Primarias
Esta lista identifica la ubicación de cada elemento en los escritos de Tolkien.
1. 1 2 3 4 5  El retorno del rey, libro 5, capítulo 4 «El sitio de Gondor»
2. ↑  El retorno del rey, Apéndice B, «La cuenta de los años»
3. ↑  Las dos torres, libro 4, capítulo 8 «Las escaleras de Cirith Ungol»
4. ↑  El retorno del rey, libro 5, capítulo 1 «Minas Tirith»
5. 1 2 3  El retorno del rey, libro 5, capítulo 9 «La última deliberación»
6. ↑  El retorno del rey, libro 5, capítulo 3 «El acantonamiento de Rohan»
7. 1 2 3 4 5 6 7 8 9  El retorno del rey, libro 5, capítulo 6 «La Batalla de los Campos del Pelennor»
8. ↑  El retorno del rey, libro 5, capítulo 5 «La cabalgata de los Rohirrim»
9. ↑  El retorno del rey, Apéndice A, «Gondor y los herederos de Anárion«
10. ↑  El retorno del rey, Apéndice B, «La cuenta de los años», «Los Grandes Años», «3019: Marzo»
11. ↑  El retorno del rey, libro 5, cap. 7 «La pira de Denethor»
12. ↑  El retorno del rey, libro 5, cap. 10 «La Puerta Negra se abre»
13. ↑  La Guerra del Anillo, Parte tres: Minas Tirith, cap. 9 «La Batalla de los Campos del Pelennor»
14. ↑  El retorno del rey, Apéndice A, I, iv «Gondor y los herederos de Anarion»

### Secundarias
1. 1 2  Hiscock, John (5 de diciembre de 2003). «It's the biggest, and the best». The Daily Telegraph (en inglés). Consultado el 7 de mayo de 2020.
2. 1 2  CNN.com – The Screening Room. «The best -- and worst -- movie battle scenes - CNN.com». www.cnn.com (en inglés). Archivado desde el original el 8 de abril de 2007. Consultado el 22 de diciembre de 2022.
3. ↑  Kennedy, Maev (3 de mayo de 2016). «Tolkien annotated map of Middle-earth acquired by Bodleian library». The Guardian.
4. ↑  Foster, Robert (197). Tolkien's World From A to Z, The Complete Guide to Middle Earth. Ballantine Books. pp. 48& 49. ISBN 978-0-345-44976-4.
5. 1 2  Tredray, Robert Field (2018). «Divination and Prophecy in The lord of the Rings». Mythlore 36 (2). Artículo 25.
6. 1 2  Solopova, Elizabeth (2009). Languages, myths and history : an introduction to the linguistic and literary background of J.R.R. Tolkien's fiction. North Landing Books. pp. 70-73. ISBN 978-0-9816607-1-4. OCLC 456297071. Consultado el 18 de enero de 2023.
7. 1 2 3  Shippey, T. A. (1982). The road to middle-earth. Allen & Unwin. pp. 242-245. ISBN 0-04-809018-2. OCLC 8964425. Consultado el 18 de enero de 2023.
8. ↑  Shippey, T. A. ((2001 [printing])). J.R.R. Tolkien : author of the century. HarperCollins. pp. 212-216. ISBN 0-261-10401-2. OCLC 48194645. Consultado el 18 de enero de 2023.
9. 1 2  Honegger, Thomas (2017). «Riders, Chivalry, and Knighthood in Tolkien». Journal of Tolkien Research 4 (2). Artículo 3.
10. 1 2  Shippey, T. A. (1982). The road to middle-earth. Allen & Unwin. pp. 142-145. ISBN 0-04-809018-2. OCLC 8964425. Consultado el 18 de enero de 2023.
11. 1 2 3  Croft, Janet (15 de octubre de 2002). «The Great War and Tolkien's Memory: An Examination of World War I Themes in The Hobbit and The Lord of the Rings». Mythlore: A Journal of J.R.R. Tolkien, C.S. Lewis, Charles Williams, and Mythopoeic Literature 23 (4). ISSN 0146-9339. Consultado el 18 de enero de 2023.
12. ↑  Opie, Iona; Opie, Peter; Avery, Gillian; Briggs, Julia (1990). Children and their books : a celebration of the work of Iona and Peter Opie. Clarendon Press. pp. 351-367. ISBN 0-19-812991-2. OCLC 18987058. Consultado el 18 de enero de 2023.
13. ↑  Bogstad, Janice M.; Kaveny, Philip E. (2011). Picturing Tolkien : essays on Peter Jackson's The lord of the rings film trilogy. McFarland & Co. pp. 139-167. ISBN 978-0-7864-8473-7. OCLC 756864656. Consultado el 18 de enero de 2023.
14. ↑  Andelin, Julaire (2013). «Prophecy».  En Drout, Michael D. C., ed. J.R.R. Tolkien Encyclopedia. Routledge. pp. 544-545. ISBN 978-0-415-86511-1.
15. 1 2 3  MAHON, ROBERT LEE (1978). «ELEGIAC ELEMENTS IN "THE LORD OF THE RINGS"». CEA Critic 40 (2): 33-36. ISSN 0007-8069. Consultado el 18 de enero de 2023.
16. 1 2 3 4  Shelton, James (2018). «Eomer Gets Poetic: Tolkien's Alliterative Versecraft». Journal of Tolkien Research 5 (1). Artículo 6.
17. 1 2 3  Martsch, Nancy (2015). «Mythlore: A Journal of J.R.R. Tolkien, C.S. Lewis, Charles Williams, and Mythopoeic Literature | Vol 33 | No. 2». dc.swosu.edu. Consultado el 18 de enero de 2023.
18. ↑  Bell, David (1982). «The Battle of the Pelenor Fields: An Impossible Victory?». Mallorn (19): 25-28.
19. 1 2 3  Sibley, Brian; Bakewell, Michael (1981). The Lord of the Rings (serial radiofónico). BBC.

- Datos: Q931519